# Gaspar Huguet
Gaspar Huguet (Reus, segles XVII - xviii) va ser un historiador català.
Són molt poques les notícies que es conserven d'ell. En el registre de casament l'any 1660 amb la reusenca Marianna Sales, diu que és apotecàri fill de Gaspar Uguet pagès i Elisabeth. Va ser secretari de l'ajuntament de Reus a finals del segle xvii i va recopilar una història de la ciutat a partir de la documentació de l'arxiu municipal. L'arxiver Saldoni Vilà el cita en diverses ocasions, explicant que es va servir de les notes de l'Arxiu de la vila de Reus "escritas por el curioso Gaspar Uguet secretario de la misma villa en 1694" per escriure algunes de les seves obres. El 1679 va ser membre de la mà major del Consell Municipal, conseller i secretari de l'ajuntament el 1691, i al cessar, sagristà del Santíssim Sagrament, un títol honorífic. Va ser un dels mecenes que va finançar la construcció del convent de les monges carmelites construït fora muralla i que ocupà part de l'actual plaça de Prim, a Reus. La seva viuda, el 1720, va fer un substanciós donatiu a la congregació per tal d'acabar les obres de l'església i el convent de les monges. D'aquest convent només en queda la porta, ara situada al Dispensari antituberculós al carrer de Sant Joan, on s'hi llegeix una inscripció: "Gaspar Huguet cum coniuge sua M. A. Sales. 1693".